# Сорочинська трагедія

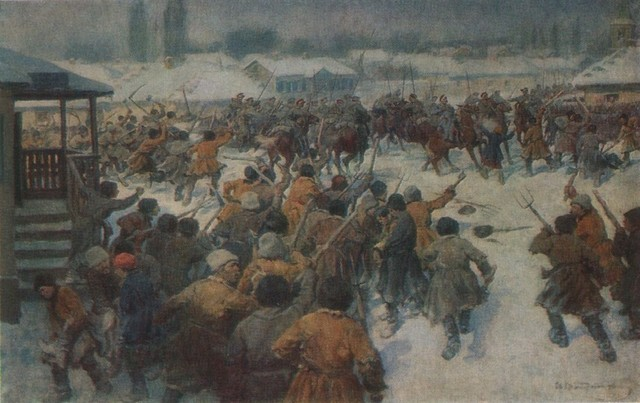
Картина про Сорочинське повстання.

Сорочинська трагедія (Сорочинське повстання) — одне з найбільших організованих повстань (виступів) селян у Російській імперії під час революції 1905—1907 років відбувалося на території України у селі Сорочинці (зараз Великі Сорочинці) Миргородського повіту Полтавської губернії.

## Подія
Приводом до повстання став арешт жандармами місцевого активіста селянської спілки Григорія Безвіконного. Після чого селяни, озбраєні сільськогосподарським реманентом повстали і захопили село. Для жорстокого придушення повсталих українських селян у Великі Сорочинці російський уряд вислав каральний загін донських козаків, які були підсилені деякою кількістю озброєних кавказьких черкесів. Вони з'явилися в Сорочинцях опівдні 1 січня 1906 року. «То не орда набігла, що дідів-прадідів у неволю забирала… Кинулися на сорочан донці і черкеси. Підковами топтали, з рушниць стріляли…», співалося в одній з кобзарських пісень, присвяченій цим трагічним подіям.
Але навіть після придушення повстання під проводом статського радника Філонова в село був направлений ще один каральний загін, озброєний зокрема двома гарматами, який жорстоко знущався з мешканців, змусивши багатьох мешканців стояти навколішки на снігу.

## Розголос
- письменник і правозахисник Володимир Короленко на початку 1906 року опублікував у газеті «Полтавщина» відкритий лист статському раднику Філонову. Надалі він видав книгу «Сорочинська трагедія», написану на основі документального матеріалу;
- Андрій Головко видав роман «Мати», в якому відображались події трагедії;
- Олена Пчілка звинуватила у Сорочинській трагедії російський царат.[4][5]